# صاريقيا (أديامان)
صاريقيا (بالكردية: Halkuto‏) (بالتركية: Sarıkaya)‏ هي قرية تتبع إداريّاً لمديرية أديامان في محافظة أديامان التركية الواقعة في جنوب شرق الأناضول. وبلغ عدد سكانها 176 نسمة في عام 2021.